# بيت الوريس (ذي السفال)

تعديل مصدري - تعديل

بيت الوريس محلة تابعة لقرية دومة، التابعة لعزلة الصفة بمديرية ذي السفال إحدى مديريات محافظة إب في الجمهورية اليمنية، بلغ تعداد سكانها 62 حسب تعداد اليمن لعام 2004.